# Parallelia berioi
Parallelia berioi là một loài bướm đêm trong họ Erebidae.